# Strophopteryx rickeri
Strophopteryx rickeri är en bäcksländeart som beskrevs av Zhiltzova 1976. Strophopteryx rickeri ingår i släktet Strophopteryx och familjen vingbandbäcksländor. Inga underarter finns listade i Catalogue of Life.